# Áquila Romano
Áquila Romano (em latim: Aquila Romanus) foi um gramático romano, que floresceu na segunda metade do século III.

## Biografia
Foi autor de um breve tratado De figuris sententiarum et elocutionis ("As figuras de pensamento e de expressão"), escrito como um fascículo de um manual sobre Retórica para ser utilizado por um jovem e ansioso correspondente. Ao recomendar Demóstenes e Cícero como modelos, ele toma seus próprios exemplos quase que exclusivamente de Cícero. Seu tratado é na realidade uma adaptação daquele criado por Alexandre Numênio, como é expressamente relatado por Júlio Rufiniano, que por sua vez é um tratado suplementar, acrescido de material de outras fontes. O estilo de Áquila é desagradável e descuidado, e o latim é inferior.